# Beaver, Quận Marinette, Wisconsin
Beaver là một thị trấn thuộc quận Marinette, tiểu bang Wisconsin, Hoa Kỳ. Năm 2010, dân số của thị trấn này là 1.099 người.